# Exiliado en el verso
Exiliado en el verso es una obra poética del poeta ecuatoriano Luis Alberto Costales. Es una recopilación en dos tomos publicada en el año 2009, tras la muerte del autor. En este libro el autor revela la cultura ecuatoriana a través de la poesía, razón por la cual está considerada entre las 10 grandes obras literarias ecuatorianas, convirtiéndose en un aporte a la literatura del Ecuador y una obra de la literatura universal.
Tras la muerte de Luis Alberto Costales en el año 2006 sus hijos en colaboración con la  Casa de la Cultura Ecuatoriana Benjamín Carrión, hacen una recopilación de escritos y poseías que Costales tenía archivadas sin editar. 
El autor se expresa de su obra de la siguiente manera: 

Este es mi mundo, efímero tal vez, mundo hecho con trabajo, en el cansancio de las sombras decantadas en las sienes durante la noche; y con satisfacción, porque en estas páginas me significo íntegro. Es la versión de mi vida intensa de interioridades y designios transparentes en mi memoria, que hacen un universo -heredad-, con hálitos de la razón de ser riobambeño, ecuatoriano, hombre... Confieso: amo estos escritos, porque - reitero - son como la prolongación de mi estirpe mental y, además, como dice Montalvo: "Los viejos aman a esas sombras que los visitan en sueños, les llenan los oídos de suspiros preñados de recuerdos, los rodean acompañándolos en sus soledades, y les promete una santa renovación de amores y placeres... como las ondas de la luz en que rebosa la morada de la felicidad infinita."